# Société de linguistique de Paris
A Société de linguistique de Paris (SLP; em português, Sociedade Linguística de Paris) é uma sociedade científica francesa fundada em 1864 e dedicada à investigação científica no campo da linguística. Está sediada na Escola Prática de Altos Estudos (IVª seção), na Sorbonne, em Paris. Foi precedida por uma comunidade homônima em 1854, que organizou o periódico intitulado La Tribune des linguistes até 1860.

## História
A Sociedade Linguística de Paris era originalmente um círculo de discussão que surgiu por volta de 1863 e reunia americanistas próximos dos círculos monarquistas e católicos. Foi constituída sob o nome de Société de linguistique em 1864 e Antoine Thomson d'Abbadie, um dos fundadores, foi o primeiro presidente. Em 1866, Émile Egger tornou-se presidente do SLP; com ele vieram linguistas comparativos como Michel Bréal e Gaston Paris. No mesmo ano, a pedido de Victor Duruy, a empresa adotou novos estatutos mais formalizados. Estes estatutos estabeleceram como objetivo da Sociedade "o estudo das línguas, das lendas, das tradições, dos costumes, dos documentos, que possam lançar luz sobre a ciência etnográfica"; o artigo 2º especificava que "a Sociedade não admite qualquer comunicação relativa à origem da linguagem – ou à criação de uma linguagem universal". Os estatutos também formalizaram os contatos da Sociedade com sociedades científicas e investigadores no estrangeiro.
Em 1868, Michel Bréal tornou-se presidente da SLP, e vários linguistas comparativos da Associação para o Incentivo aos Estudos Gregos na França juntaram-se à Sociedade; isto levou a maioria dos membros fundadores da SLP a retirar-se e a fundar outra sociedade, a Sociedade Filológica, em 1869. Em 1868, a SLP começou a publicar Mémoires e, em 1869, começou a publicar o Bulletin, então destinado à distribuição interna. O início da década de 1870 viu a Sociedade ameaçada por uma nova série de dissensões internas que levaram à saída de alguns dos seus membros. Em 1874, o Ministério da Instrução Pública, que até então concedia um subsídio à Sociedade, ameaçou retirá-lo; a devolução do subsídio é obtida pela adopção de novos estatutos.
As décadas seguintes assistiram a discussões entre linguistas como Louis Havet que estudou principalmente latim, depois, na década de 1900, o linguista Antoine Meillet, o escritor Robert Gauthiot e o indólogo Sylvain Lévi. Após o fim da Primeira Guerra Mundial, Antoine Meillet reorganizou parcialmente a SLP, dando maior importância ao Bulletin, no qual incluiu nomeadamente as Mémoires até então publicadas separadamente. Meillet morreu em 1936, e a Segunda Guerra Mundial levou à interrupção das atividades da SLP entre 1940 e 1944.
A companhia retomou suas atividades em 1945, tendo Fernand Mossé como seus primeiros presidentes em 1945 e Pierre Chantraine em 1946. Estes anos são marcados pelo trabalho de linguistas como Émile Benveniste e André Martinet.